# William Galbraith (Turner)
William Jackson „Jack“ Galbraith (* 15. September 1906 in Knoxville, Tennessee; † 9. August 1994 in Williamsburg, Virginia) war ein US-amerikanischer Turner und Rear Admiral der US Navy.

## Werdegang
William Galbraith gehörte 1932 zur US-amerikanischen Delegation bei den Olympischen Spielen in Los Angeles. Bei diesen trat er in der Disziplin Tauhangeln an, in der insgesamt fünf Turner an den Start gingen, davon drei aus den Vereinigten Staaten und zwei aus Ungarn. Die drei US-Amerikaner belegten abschließend auch die ersten drei Plätze. In seinen drei Versuchen erklomm Raymond Bass gleich bei seinem ersten in einer Zeit von 6,7 Sekunden das Seil am schnellsten und schlug damit Galbraith knapp, der in seinem zweiten Versuch 6,8 Sekunden benötigte. Der drittplatzierte Thomas Connolly kam mit 7,0 Sekunden knapp nicht an die Zeiten von Bass und Galbraith. Damit wurde Bass vor Galbraith und Connolly Olympiasieger und erhielt die Goldmedaille, für Galbraith blieb Silber.
Galbraith besuchte zunächst die University of Tennessee, machte seinen Bachelorabschluss aber schließlich 1929 an der United States Naval Academy in Annapolis. Von 1929 bis 1959 diente er in der United States Navy und wurde im Rang eines Rear Admirals in den Ruhestand versetzt. Während des Pazifikkriegs geriet er nach der Versenkung der Houston für dreieinhalb Jahre in japanische Kriegsgefangenschaft. Im Laufe seiner Karriere wurde er unter anderem mit dem Silver Star, der Bronze Star Medal und dem Purple Heart ausgezeichnet. 1960 schloss er ein Mathematikstudium an der Duke University mit dem Master ab und arbeitete anschließend dort für zwei Jahre als Mathematikprofessor. Danach lehrte er bis 1974 Mathematik am Mary Baldwin College.